# Fanahammeren
Fanahammeren is een plaats in de Noorse gemeente Bergen, provincie Vestland. Fanahammeren telt 3682 inwoners (2007) en heeft een oppervlakte van 2,77 km².